# 衡陽市
衡陽市（こうよう/ホンヤン-し、簡体字: 衡阳，拼音: Héngyáng）は、中華人民共和国湖南省中南部に位置する湖南省第二の地級市。市内人口約664万人・都市圏人口は約82.7万人。湘江とその支流の耒水・蒸水が合流する場所であり、京広線（北京～広州）と湘桂線（衡陽-友誼関）が交わる。古来、水陸両物流の中心地であった。五岳の一つである南岳衡山があり、衡陽とは衡山の南を意味する名である。

## 歴史
戦国時代から集落を形成していた衡陽に行政区名が現れるのは漢代のことである。漢代は承陽県・酃県の2県が置かれ、長沙国に属した。呉の時代には臨烝県が置かれ衡陽郡に属した。隋代には衡陽郡が廃止となり新たに衡州（州治は衡陽県）が設置された、唐初に衡陽県は臨蒸県に一時改称された時期があるが間もなく復名し、その後元代に衡州路、明代には衡州府などの上位行政区域名称の変遷が行われながらも清末まで行政区画は踏襲され、中華民国により1942年1月1日に衡陽県から衡陽市に昇格し現在に至っている。

## 行政区画
5市轄区・2県級市・5県を管轄下に置く。
| 区市県名 | 街道弁事処 | 社区居委会 | 鎮委員会 | 郷委員会 | 村民委員会 |
| 蒸湘区   | 4          | 32         | 1        | 2        | 34         |
| 珠暉区   | 6          | 42         | 2        | 2        | 54         |
| 雁峰区   | 5          | 41         | 1        | 1        | 25         |
| 石鼓区   | 6          | 42         | -        | 2        | 28         |
| 南嶽区   | 1          | 6          | 1        | 3        | 30         |
| 耒陽市   | 3          | 67         | 13       | 18       | 625        |
| 常寧市   | -          | 72         | 16       | 7        | 706        |
| 衡陽県   | -          | 352        | 8        | 10       | 324        |
| 衡山県   | -          | 31         | 15       | 9        | 561        |
| 衡東県   | -          | 51         | 19       | 4        | 868        |
| 衡南県   | -          | 46         | 13       | 13       | 893        |
| 祁東県   | -          | 74         | 23       | 3        | 740        |
| 合 計    | 25         | 856        | 112      | 74       | 4888       |
| -------- | ---------- | ---------- | -------- | -------- | ---------- |

| 衡陽市の地図                                                                                            |
| --- |
| 1 2 3 4 南嶽区 衡陽県 衡南県 衡山県 衡東県 祁東県 耒陽市 常寧市 1. 珠暉区 2. 雁峰区 3. 石鼓区 4. 蒸湘区 |

### 年表
この節の出典

#### 衡陽専区(1949年-1952年)
- 1949年10月1日 - 中華人民共和国湖南省衡陽専区が成立。衡陽市・衡陽県・衡山県・攸県・茶陵県・酃県・安仁県・耒陽県・常寧県が発足。(1市8県)
- 1950年1月5日 - 衡陽市が地級市の衡陽市に昇格。(8県)
- 1951年2月5日 - 衡山県の一部が分立し、南嶽特区が発足。(8県1特区)
- 1952年2月16日 - 衡陽県の一部が分立し、衡南県が発足。(9県1特区)
- 1952年11月13日 
  - 茶陵県・攸県が湘潭専区に編入。
  - 衡陽県・衡山県・酃県・安仁県・耒陽県・常寧県・衡南県・南嶽特区が湘南行政区に編入。

#### 衡陽市(第1次)
- 1950年1月5日 - 衡陽専区衡陽市が地級市の衡陽市に昇格。一区から八区までの区を設置。(8区)
- 1951年11月1日 (6区)
  - 七区が六区に編入。
  - 八区が五区に編入。
- 1952年11月13日 - 衡陽市が湘南行政区に編入。

#### 湘南行政区
- 1952年11月13日 - 衡陽市、衡陽専区衡陽県・衡山県・酃県・安仁県・耒陽県・常寧県・衡南県・南嶽特区、郴州専区郴県・永興県・資興県・桂東県・汝城県・宜章県・臨武県・藍山県・嘉禾県・桂陽県、零陵専区零陵県・東安県・祁陽県・新田県・寧遠県・江華県・道県・永明県・祁東県を編入。湘南行政区が成立。衡陽市が県級市に降格。(1市26県1特区)
- 1952年12月27日 - 南嶽特区が衡山県に編入。(1市26県)
- 1953年5月27日 - 道県・零陵県の各一部が広西省桂林専区全県に編入。(1市26県)
- 1953年12月 - 桂東県の一部が江西省吉安専区遂川県に編入。(1市26県)
- 1954年6月 
  - 衡陽市・衡南県・衡山県・常寧県・寧遠県・永明県・道県・零陵県・東安県・祁陽県・祁東県・衡陽県・江華県が衡陽専区に編入。
  - 郴県・資興県・桂東県・汝城県・宜章県・臨武県・藍山県・嘉禾県・桂陽県・新田県・永興県・耒陽県・安仁県・酃県が郴県専区に編入。

#### 衡陽地区(1954年-1983年)
- 1954年6月 - 湘南行政区衡陽市・衡南県・衡山県・常寧県・寧遠県・永明県・道県・零陵県・東安県・祁陽県・祁東県・衡陽県・江華県を編入。衡陽専区が成立。(1市12県)
- 1955年8月5日 (1市11県1自治県)
  - 江華県の一部が郴県専区藍山県の一部と合併し、江華ヤオ族自治県が発足。
  - 江華県の残部が永明県に編入。
- 1956年3月10日 - 永明県が江永県に改称。(1市11県1自治県)
- 1959年3月31日 - 衡南県が衡陽市に編入。(1市10県1自治県)
- 1960年4月21日 - 衡山県の一部が分立し、南嶽管理局が発足。(1市10県1自治県1管理局)
- 1961年7月9日 (2市11県1自治県1管理局)
  - 零陵県の一部が分立し、冷水灘市が発足。
  - 衡陽市の一部が分立し、衡南県が発足。
- 1962年10月20日 - 冷水灘市が零陵県に編入。(1市11県1自治県1管理局)
- 1962年10月30日 - 寧遠県・江永県・道県・零陵県・東安県・江華ヤオ族自治県が零陵専区に編入。(1市6県1管理局)
- 1963年5月20日 - 南嶽管理局および衡山県の一部が合併し、南嶽県が発足。(1市7県)
- 1966年1月18日 (1市7県)
  - 南嶽県が衡山県に編入。
  - 衡山県の一部が分立し、衡東県が発足。
- 1970年 - 衡陽専区が衡陽地区に改称。(1市7県)
- 1980年2月20日 - 衡陽市が地級市の衡陽市に昇格。(7県)
- 1983年2月8日 
  - 衡陽県・衡南県・衡山県・衡東県・常寧県・祁東県が衡陽市に編入。
  - 祁陽県が零陵地区に編入。

#### 衡陽市(第2次)
- 1980年2月20日 - 衡陽地区衡陽市が地級市の衡陽市に昇格。江東区・城南区・城北区・郊区を設置。(4区)
- 1983年2月8日 - 衡陽地区衡陽県・衡南県・衡山県・衡東県・常寧県・祁東県、郴州地区耒陽県を編入。(4区7県)
- 1984年5月22日 - 衡山県の一部が分立し、南嶽区が発足。(5区7県)
- 1986年11月11日 - 耒陽県が市制施行し、耒陽市となる。(5区1市6県)
- 1996年11月26日 - 常寧県が市制施行し、常寧市となる。(5区2市5県)
- 2001年4月4日 (5区2市5県)
  - 江東区および郊区の一部が合併し、珠暉区が発足。
  - 城南区・郊区・衡南県の各一部が合併し、雁峰区が発足。
  - 城北区・郊区・衡陽県の各一部が合併し、石鼓区が発足。
  - 城北区の残部・城南区の残部・郊区の残部および衡南県・衡陽県の各一部が合併し、蒸湘区が発足。
- 2006年11月27日 - 衡南県の一部が珠暉区に編入。(5区2市5県)

## 教育
- 南華大学

## 交通
- 衡陽駅：京広線、湘桂線、吉衡線（中国語版）、懐衡線（中国語版）、衡柳線が利用可能。
- 衡陽東駅（中国語版）：京広高速鉄道、懐衡線（中国語版）、衡柳線が利用可能。

## 古跡・観光地
- 南岳衡山（五岳の一つ）
- 蔡倫紀念園
- 湘西草堂（王船山故居）
- 石鼓書院

## 歴史的事件
- 衡陽教案
- 衡陽の戦い